# لیتیم کلرید
لیتیم کلرید یک ترکیب شیمیایی با فرمول شیمیایی LiCl است. نمکی با یک ترکیب یونی معمولی است. اندازه کوچک یون +Li باعث می‌شود تا خواصش همچون دیگر کلریدهای فلز قلیایی، به مانند مانند حلالیت فوق‌العاده در حلال‌های قطبی (۸۳٫۰۵ گرم / ۱۰۰ میلی لیتر آب در ۲۰ درجه سانتی گراد) دیده نشود.
این ترکیب را می‌توان از واکنش لیتیم کربنات با اسید هیدروکلریک تهیه کرد.
لیتیم کلرید به عنوان یک رنگ دهندهٔ شعله به منظور تولید شعله‌هایی به رنگ قرمز تیره به کار گرفته می‌شود.
استفاده از لیتیم کلرید هم چنین به عنوان فلاکس لحیم کننده آلومینوم در قطعات خودرو دیده می‌شود.
از آن به عنوان یک دسیکانت (خشک‌کننده) برای جریان هوای خشک‌کننده استفاده می‌شود.
در کاربردهای بیوشیمیایی نیز می‌توان از آن برای ته‌نشین کردن RNA از عصاره‌های سلولی استفاده کرد.